# Copa Profesional de Microfútbol 2016-II (Colombia)
La Copa Hero-Claro Masculina de Microfútbol 2016-II fue la novena edición de la Copa Profesional de Microfútbol. Comenzó a disputarse el 24 de agosto. 24 es el número de equipos que jugaron. El atractivo principal de esta temporada es que el campeón de este torneo y quien gane el segundo torneo del año, jugaran partidos de ida y vuelta y quien gane la serie representará a Colombia en la Copa Intercontinental del Futsal que se realizará en Cataluña en el año siguiente. Si un equipo gana los dos torneos del año, automáticamente será el representante de Colombia en el torneo internacional.

## Sistema de juego
El sorteo se realizó el 19 de abril de 2016 en la ciudad de Bogotá con la presencia de cada uno de los presidentes o representantes de los diferentes equipos del campeonato. En la primera fase se jugaran 10 fechas (5 ida y 5 de vuelta) bajo el sistema de todos contra todos en cada grupo, los cuatro grupos conformados por 6 equipos, tendrán tres partidos por fecha. Los dos primeros de cada grupo avanzaran a la segunda fase, cuartos de final o de confrontación directa jugando partidos de ida y vuelta. Las llaves en la segunda fase se conformarán así:
- Segunda fase/Cuartos de final

Llave 1: (1° del Grupo A) vs. (2° del Grupo D)
 Llave 2: (1° del Grupo B) vs. (2° del Grupo C)
Llave 3: (1° del Grupo C) vs. (2° del Grupo B)
Llave 4: (1° del Grupo D) vs. (2° del Grupo A)
- Semifinales

Los ganadores de cada llave accederán a la semifinal de la siguiente manera:
(F1) Ganador Llave 1 vs. Ganador Llave 4
(F1) Ganador Llave 2 vs. Ganador Llave 3
- Final

Como resultado quedarán dos equipos que disputarán la final de la Copa Profesional de Microfútbol 2016-II, en partido de ida y vuelta.

## Datos de los clubes[2]
| Equipo                 | Departamento       | Ciudad            | Coliseo                                | Aforo |
| ---------------------- | ------------------ | ----------------- | -------------------------------------- | ----- |
| Atlético Villavicencio | Meta               | Castilla la Nueva | Coliseo Municipal Castilla la Nueva    |       |
| Belcor - Halcones      | Cundinamarca       | La Calera         | Coliseo Municipal Paseo Real la Calera |       |
| Bello Independiente    | Antioquia          | Bello             | Coliseo Tulio Ospina                   | 6.500 |
| Bolivar sí Avanza      | Bolívar            | Cartagena         | Coliseo Northon Madrid                 |       |
| Caciques del Quindío   | Quindío            | Calarcá           | Coliseo del Sur                        | 5 000 |
| Caporos Sinú           | Córdoba            | Cereté            | Coliseo Mario León de Cereté           |       |
| Faraones de Pitalito   | Huila              | Pitalito          | Coliseo Cubierto Municipal de Pitalito | 4.500 |
| Club Palmira           | Valle del Cauca    | Palmira           | Coliseo Cubierto Ramón Elías           |       |
| Club Tundama           | Boyacá             | Duitama           |                                        |       |
| Distrito Capital FS    | Bogotá             | Bogotá            | Coliseo Cayetano Cañizares             |       |
| Esmeraldas Duitama     | Boyacá             | Chiquinquirá      | Coliseo Imdecur                        |       |
| Guerreros Pijaos       | Tolima             | El Espinal        |                                        |       |
| Heroicos de Cartagena  | Bolívar            | Cartagena         | Coliseo Northon Madrid                 |       |
| La Noria FSC           | Cundinamarca       | Fusagasugá        | Coliseo Cubierto Coburgo               |       |
| Leones de Nariño       | Nariño             | Pasto             | Coliseo Sergio Antonio Ruano           |       |
| Milagrosos Buga FSC    | Valle del Cauca    | Buga              | Coliseo Luis Ignacio Álvarez           |       |
| Ocaña FDS              | Norte de Santander | Ocaña             | Coliseo Argelino Durán Quintero        |       |
| P&Z                    | Cundinamarca       | Sibaté            | Coliseo Cubierto Xiua                  |       |
| Real Caldas FS         | Caldas             | Manizales         | Coliseo Ramón Marín Vargas             |       |
| Real Opita FSC         | Huila              | Neiva             |                                        |       |
| Real Valledupar        | Cesar              | Valledupar        |                                        |       |
| Sabana Cundinamarca    | Cundinamarca       | Chía              |                                        |       |
| TAZ Santander FSC      | Santander          | Bucaramanga       | Coliseo Edmundo Luna Santos            | 4.000 |

| Cundinamarca       | 3 | Belcor - Halcones, La Noria FSC, P&Z     |
| Bolívar            | 2 | Bolivar sí Avanza, Heroicos de Cartagena |
| Boyacá             | 2 | Club Tundama, Esmeraldas Duitama         |
| Huila              | 2 | Faraones de Pitalito, Real Opita FSC     |
| Valle del Cauca    | 2 | Club Palmira, Milagrosos Buga FSC        |
| Antioquia          | 1 | Bello Independiente                      |
| Bogotá, D. C.      | 1 | Distrito Capital                         |
| Caldas             | 1 | Real Caldas FS                           |
| Casanare           | 1 | Llaneros de Casanare                     |
| Cesar              | 1 | Real Valledupar Futsalon                 |
| Córdoba            | 1 | Caporors Sinú                            |
| Meta               | 1 | Atlético Villavicencio                   |
| Nariño             | 1 | Leones de Nariño                         |
| Norte de Santander | 1 | Ocaña FDS                                |
| Quindío            | 1 | Caciques del Quindío                     |
| Risaralda          | 1 | Pereira Hotel Tangara                    |
| Santander          | 1 | TAZ Santander FSC                        |
| Tolima             | 1 | Guerreros Pijaos                         |

## Fase de grupos
En esta fase, los 24 equipos participantes se dividen en cuatro grupos, y en cada grupo se ubican seis equipos, los cuales juegan dos fases, ida y vuelta del 24 de agosto al 15 de octubre, en el formato de todos contra todos. Los equipos que se ubiquen en el 1° y 2° puesto avanzan a los cuartos de final como cabezas de grupo; asimismo, avanzarán los equipos que se ubiquen en el 3° y 4° puesto.
|  |                                 |
|  | Clasificados a Cuartos de final |
|  | Eliminado.                      |

### Grupo A
| Equipo              | Pts | PJ | PG | PE | PP | GF | GC | Dif |
| ------------------- | --- | -- | -- | -- | -- | -- | -- | --- |
| Taz Santander FSC   | 17  | 10 | 8  | 1  | 1  | 46 | 24 | 22  |
| Bello Independiente | 15  | 10 | 6  | 3  | 1  | 28 | 19 | 9   |
| Real Valledupar     | 9   | 10 | 3  | 3  | 4  | 23 | 25 | -2  |
| Sabana              | 7   | 10 | 2  | 3  | 5  | 34 | 38 | -4  |
| Caporos Sinú        | 6   | 10 | 2  | 2  | 6  | 25 | 37 | -12 |
| Bolívar FSC         | 6   | 10 | 2  | 2  | 6  | 21 | 34 | -13 |

### Grupo B
| Equipo                | Pts | PJ | PG | PE | PP | GF | GC | Dif |
| --------------------- | --- | -- | -- | -- | -- | -- | -- | --- |
| El Milagroso Buga FSC | 18  | 10 | 9  | 0  | 1  | 57 | 27 | 30  |
| Real Caldas FSC       | 12  | 10 | 5  | 2  | 3  | 51 | 34 | 17  |
| Palmira Futsalón      | 12  | 10 | 6  | 0  | 4  | 42 | 38 | 4   |
| Esmeraldas FSC        | 10  | 10 | 4  | 2  | 4  | 28 | 35 | -7  |
| La Noria FSC          | 4   | 10 | 1  | 2  | 7  | 24 | 43 | -19 |
| Real Opita FSC        | 4   | 10 | 2  | 0  | 8  | 33 | 59 | -24 |

### Grupo C
| Equipo           | Pts | PJ | PG | PE | PP | GF | GC | Dif |
| ---------------- | --- | -- | -- | -- | -- | -- | -- | --- |
| Leones de Nariño | 15  | 10 | 7  | 1  | 1  | 43 | 15 | 28  |
| Ocaña FDS        | 15  | 10 | 6  | 3  | 1  | 37 | 15 | 22  |
| Heroicos FSC     | 15  | 10 | 7  | 1  | 2  | 34 | 14 | 20  |
| Sincelejo        | 10  | 10 | 4  | 2  | 4  | 27 | 23 | 4   |
| Halcones Belcorp | 4   | 10 | 2  | 0  | 7  | 12 | 48 | -36 |
| P&Z Bogotá       | 0   | 10 | 0  | 0  | 10 | 0  | 30 | -30 |

### Grupo D
| Equipo                 | Pts | PJ | PG | PE | PP | GF | GC | Dif |
| ---------------------- | --- | -- | -- | -- | -- | -- | -- | --- |
| Faraones Futsal        | 18  | 10 | 9  | 0  | 1  | 58 | 19 | 39  |
| Caciques FSC           | 14  | 10 | 6  | 2  | 2  | 46 | 29 | 17  |
| Tundama FSC            | 11  | 10 | 4  | 3  | 2  | 37 | 31 | 6   |
| Guerreros Pijaos       | 11  | 9  | 5  | 1  | 4  | 36 | 45 | -9  |
| Atlético Villavicencio | 5   | 10 | 2  | 1  | 7  | 30 | 49 | -19 |
| Distrito Capital       | 0   | 9  | 0  | 0  | 9  | 14 | 46 | -32 |

## Fase final
En caso de empates en las llaves se definirá la clasificación a través de los penales "( )". El primer equipo en cada llave cierra de local.
|  | Cuartos de final      | Cuartos de final    | Cuartos de final      |   |                       | Semifinales                     | Semifinales                     | Semifinales                     |  |  | Final                | Final                | Final                |
|  | 19 al 22 de octubre   | 19 al 22 de octubre | 19 al 22 de octubre   |   |                       | 29 de octubre al 5 de noviembre | 29 de octubre al 5 de noviembre | 29 de octubre al 5 de noviembre |  |  | 12 y 17 de noviembre | 12 y 17 de noviembre | 12 y 17 de noviembre |
|  |                       |                     |                       |   |                       |                                 |                                 |                                 |  |  |                      |                      |                      |
|  | Taz Santander F.S.C.  | 6                   | 6                     |   |                       |                                 |                                 |                                 |  |  |                      |                      |                      |
|  | Caciques del Quindío  | 2                   | 4                     |   |                       |                                 |                                 |                                 |  |  |                      |                      |                      |
|  | Caciques del Quindío  | 2                   | 4                     |   | Taz Santander F.S.C.  | 6                               | 5                               |                                 |  |  |                      |                      |                      |
|  |                       |                     |                       |   | Taz Santander F.S.C.  | 6                               | 5                               |                                 |  |  |                      |                      |                      |
|  |                       | Faraones Futsal     | 1                     | 2 |                       |                                 |                                 |                                 |  |  |                      |                      |                      |
|  | Faraones Futsal       | Faraones Futsal     | 1                     | 2 | 0                     | 6                               |                                 |                                 |  |  |                      |                      |                      |
|  | Faraones Futsal       |                     |                       |   | 0                     | 6                               |                                 |                                 |  |  |                      |                      |                      |
|  | Bello Independiente   | 0                   | 4                     |   |                       |                                 |                                 |                                 |  |  |                      |                      |                      |
|  |                       |                     |                       |   |                       |                                 |                                 |                                 |  |  | Taz Santander F.S.C. | 4                    | 6                    |
|  |                       |                     | Milagroso Buga F.S.C. | 3 | 3                     |                                 |                                 |                                 |  |  |                      |                      |                      |
|  | Leones de Nariño      | 2                   | 3                     |   |                       |                                 |                                 |                                 |  |  |                      |                      |                      |
|  | Real Caldas F.S.      | 1                   | 8                     |   |                       |                                 |                                 |                                 |  |  |                      |                      |                      |
|  | Real Caldas F.S.      | 1                   | 8                     |   | Milagroso Buga F.S.C. | 3                               | 3                               |                                 |  |  |                      |                      |                      |
|  |                       |                     |                       |   | Milagroso Buga F.S.C. | 3                               | 3                               |                                 |  |  |                      |                      |                      |
|  |                       |                     | 3                     | 3 |                       |                                 |                                 |                                 |  |  |                      |                      |                      |
|  | Milagroso Buga F.S.C. | 3                   | 3                     | 3 | 7                     |                                 |                                 |                                 |  |  |                      |                      |                      |
|  | Milagroso Buga F.S.C. | 3                   |                       |   | 7                     |                                 |                                 |                                 |  |  |                      |                      |                      |
|  | Heroicos FSC          | 5                   | 3                     |   |                       |                                 |                                 |                                 |  |  |                      |                      |                      |

| Colombia                                 |
| Campeón Taz Santander FSC Segundo título |